# Стюарт, Керрон
Керрон Стюарт (англ. Kerron Stewart; род. 16 апреля 1984 года, Кингстон, Ямайка) — ямайская бегунья, призер ОИ-2008, чемпион мира в эстафете 4×100 м 2009 и 2013 годов. Личный рекорд на 100 м был установлен 17 августа 2009 года в Берлине (10,75 с).

## Карьера
На Олимпийских играх 2008 года в Пекине Стюарт выступала в дисциплинах 100, 200, а также в эстафете 4×100 метров. В первом раунде на стометровке спортсменка показала лучшее время в своём забеге (11,28 с), опередив Эзинне Окпараебо и Лаверн Джонс-Ферретт. В следующем раунде Стюарт улучшила своё время, выбежав из 11 секунд (10,98), и снова оказалась лучшей. В полуфинале бегунья заняла первое место и вышла в финал, показав хорошее время (11,05 с). Финальный забег получился запоминающимся. В финале три лучших времени показали ямайские спринтерши. Первой финишировала Шэлли-Энн Фрейзер (10,78 с), а второе разделили Стюарт и Шерон Симпсон, показав абсолютно одинаковое время (10,98 с).